# Az-Záhir Kánszauh egyiptomi szultán
Az-Záhir Kánszauh (1468 k. – ?), an-Nászir Muhammad ibn Kájitbáj anyai nagybátyja, az egyiptomi burdzsí (cserkesz) mamlúkok huszadik szultánja volt (uralkodott 1498. október 31-étől 1500 júniusáig). Teljes titulusa al-Malik az-Záhir, melynek jelentése „a fényességes király”.
Kánszauhot Túmán Báj, egy befolyásos mamlúk tette hatalomra, miután megszervezte az új típusú haderőre támaszkodni akaró, tizenhat esztendős an-Nászir Muhammad meggyilkolását. Túmán Báj eredetileg magának akarta a hatalmat, de a többi előkelőség ehhez nem járult hozzá, így kénytelen volt egy kevésbé jelentős személyiséget elismerni szultánnak, ő maga pedig megelégedett a davádári tisztséggel. Rangjának megfelelően a lázongó nomád törzsek ellen harcolt Felső-Egyiptomban, míg két év múltán úgy döntött: ideje megszabadulnia Kánszauhtól. 1500 júniusában sereggel vonult a kairói fellegvár ellen, amint ágyúkkal kezdett lövetni, a szultán pedig titokban elmenekült. További sorsa nem ismeretes. Túmán Bájt a rivális előkelőségek még ekkor is rászorították egy báb, az addig atabégi rangot viselő Dzsanbulát kinevezésére.